# Maria Amalia di Borbone-Spagna
Maria Amalia di Spagna (Madrid, 9 gennaio 1779 – Madrid, 22 luglio 1798) è stata una principessa spagnola.

## Biografia

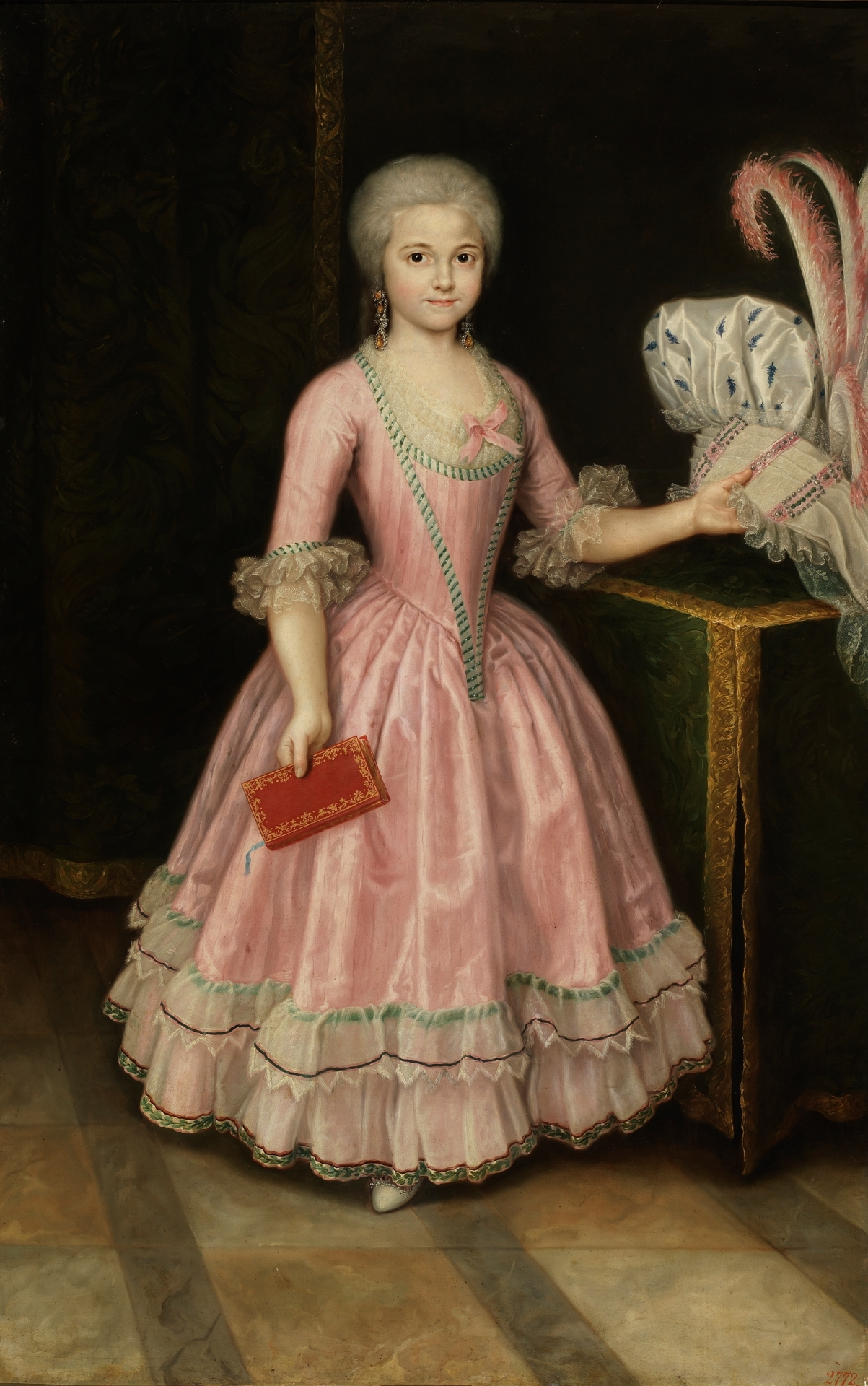
L'infanta Maria Amalia di Borbone, con un libro, di Ramón Bayeu, 1791, Museo del Prado.

Nata al Palazzo Reale di El Pardo, era la seconda figlia sopravvissuta del re Carlo IV di Spagna e di sua moglie Maria Luisa di Borbone-Parma, una nipote di Luigi XV di Francia. Non era particolarmente attraente ed era di carattere scontroso, riservato e timido.
La madre organizzò il matrimonio con il suo primo cugino materno Ludovico, principe ereditario di Parma, di cinque anni più giovane. Ma il principe preferiva sua sorella minore, Maria Luisa, che era di carattere più allegro e un po' più bella. I genitori accettarono l'inaspettato cambio di spose, ma divenne per loro urgente trovare un marito per la triste e disprezzata Maria Amalia. Poiché era la maggiore delle due sorelle, sarebbe stato umiliante che sua sorella minore non solo avrebbe sposato il suo precedente fidanzato, ma che si sarebbe sposata per prima.

### Matrimonio e morte
Trovare per Maria Amalia un nuovo sposo di rango regale in così poco tempo non fu cosa facile. Così i suoi genitori decisero di farla sposare a suo zio paterno, Antonio Pasquale, infante di Spagna, di ventiquattro anni più vecchio.
Sposò suo zio il 25 agosto 1795 al Palazzo Reale della Granja. Era stato un doppio matrimonio. Allo stesso tempo sua sorella Maria Luisa sposò Ludovico. Le due coppie continuarono a vivere alla corte reale spagnola.
Nell'autunno del 1797, rimase incinta del suo primo figlio. Il 20 luglio 1798 entrò in travaglio. Il parto fu complicato: il bambino era rimasto incastrato per le spalle nel canale del parto e i medici non erano stati in grado di estrarlo. Dopo due giorni, finalmente era intervenuto il chirurgo. A quel punto il bambino, un maschio, era morto. Mentre suo figlio fu sepolto a El Escorial, soffrì in agonia. Aveva contratto un'infezione durante il travaglio, e morì il 22 luglio 1798, a soli 19 anni.

## Ascendenza
|                                     |                     |                                | Genitori                                     |  |  | Nonni |  |  | Bisnonni            |  |  | Trisnonni              |  |
|                                     |                     |                                |                                              |  |  |       |  |  | Filippo V di Spagna |  |  | Luigi, il Gran Delfino |  |
|                                     |                     |                                |                                              |  |  |       |  |  | Filippo V di Spagna |  |  | Luigi, il Gran Delfino |  |
|                                     |                     | Maria Anna Vittoria di Baviera |                                              |  |  |       |  |  | Filippo V di Spagna |  |  |                        |  |
| Carlo III di Spagna                 |                     |                                |                                              |  |  |       |  |  | Filippo V di Spagna |  |  |                        |  |
|                                     |                     | Elisabetta Farnese             | Odoardo II Farnese                           |  |  |       |  |  |                     |  |  |                        |  |
|                                     |                     | Elisabetta Farnese             | Odoardo II Farnese                           |  |  |       |  |  |                     |  |  |                        |  |
|                                     |                     | Elisabetta Farnese             | Dorotea Sofia di Neuburg                     |  |  |       |  |  |                     |  |  |                        |  |
| Carlo IV di Spagna                  |                     | Elisabetta Farnese             |                                              |  |  |       |  |  |                     |  |  |                        |  |
|                                     |                     | Augusto III di Polonia         | Augusto II di Polonia                        |  |  |       |  |  |                     |  |  |                        |  |
|                                     |                     | Augusto III di Polonia         | Augusto II di Polonia                        |  |  |       |  |  |                     |  |  |                        |  |
|                                     |                     | Augusto III di Polonia         | Cristiana Eberardina di Brandeburgo-Bayreuth |  |  |       |  |  |                     |  |  |                        |  |
| Maria Amalia di Sassonia            |                     | Augusto III di Polonia         |                                              |  |  |       |  |  |                     |  |  |                        |  |
|                                     |                     | Maria Giuseppa d'Austria       | Giuseppe I d'Asburgo                         |  |  |       |  |  |                     |  |  |                        |  |
|                                     |                     | Maria Giuseppa d'Austria       | Giuseppe I d'Asburgo                         |  |  |       |  |  |                     |  |  |                        |  |
|                                     |                     | Maria Giuseppa d'Austria       | Guglielmina Amalia di Brunswick-Lüneburg     |  |  |       |  |  |                     |  |  |                        |  |
| Maria Amalia di Borbone-Spagna      |                     | Maria Giuseppa d'Austria       |                                              |  |  |       |  |  |                     |  |  |                        |  |
|                                     | Filippo V di Spagna | Luigi, il Gran Delfino         |                                              |  |  |       |  |  |                     |  |  |                        |  |
|                                     | Filippo V di Spagna | Luigi, il Gran Delfino         |                                              |  |  |       |  |  |                     |  |  |                        |  |
|                                     | Filippo V di Spagna | Maria Anna Vittoria di Baviera |                                              |  |  |       |  |  |                     |  |  |                        |  |
| Filippo I di Parma                  | Filippo V di Spagna |                                |                                              |  |  |       |  |  |                     |  |  |                        |  |
|                                     |                     | Elisabetta Farnese             | Odoardo II Farnese                           |  |  |       |  |  |                     |  |  |                        |  |
|                                     |                     | Elisabetta Farnese             | Odoardo II Farnese                           |  |  |       |  |  |                     |  |  |                        |  |
|                                     |                     | Elisabetta Farnese             | Dorotea Sofia di Neuburg                     |  |  |       |  |  |                     |  |  |                        |  |
| Maria Luisa di Borbone-Parma        |                     | Elisabetta Farnese             |                                              |  |  |       |  |  |                     |  |  |                        |  |
|                                     |                     | Luigi XV di Francia            | Luigi di Borbone-Francia                     |  |  |       |  |  |                     |  |  |                        |  |
|                                     |                     | Luigi XV di Francia            | Luigi di Borbone-Francia                     |  |  |       |  |  |                     |  |  |                        |  |
|                                     |                     | Luigi XV di Francia            | Maria Adelaide di Savoia                     |  |  |       |  |  |                     |  |  |                        |  |
| Luisa Elisabetta di Borbone-Francia |                     | Luigi XV di Francia            |                                              |  |  |       |  |  |                     |  |  |                        |  |
|                                     |                     | Maria Leszczyńska              | Stanislao Leszczyński                        |  |  |       |  |  |                     |  |  |                        |  |
|                                     |                     | Maria Leszczyńska              | Stanislao Leszczyński                        |  |  |       |  |  |                     |  |  |                        |  |
|                                     |                     | Maria Leszczyńska              | Caterina Opalińska                           |  |  |       |  |  |                     |  |  |                        |  |
|                                     |                     | Maria Leszczyńska              |                                              |  |  |       |  |  |                     |  |  |                        |  |